# Saint-Aigulin
Saint-Aigulin är en kommun i departementet Charente-Maritime i regionen Nouvelle-Aquitaine i västra Frankrike. Kommunen ligger  i kantonen Montguyon som ligger i arrondissementet Jonzac. År 2022 hade Saint-Aigulin 1 884 invånare.

## Befolkningsutveckling
Antalet invånare i kommunen Saint-Aigulin
Referens:INSEE